# Iisakinsaari (ö i Mellersta Finland)
Iisakinsaari är en halvö i Finland. Den ligger i sjön Hepolampi och i kommunen Keuru i den ekonomiska regionen  Keuru ekonomiska region  och landskapet Mellersta Finland, i den södra delen av landet, 230 km norr om huvudstaden Helsingfors.